# Miss Fisher e la cripta delle lacrime
Miss Fisher e la cripta delle lacrime (Miss Fisher and the Crypt of Tears) è un film del 2020, proseguimento della serie televisiva Miss Fisher - Delitti e misteri.

## Trama
Phryne Fisher deve salvare una giovane beduina di nome Shirin dalla prigione di Gerusalemme. Dopo una fuga rocambolesca, libera Shirin. I giornali danno la notizia della sua morte. Shirin si riunisce con suo zio lo sceicco Kahlil Abbas e si recano a Lofthouse Manor in Inghilterra, dove si tiene un funerale per Miss Fisher dai suoi amici Lord e Lady Lofthouse. Jack Robinson si reca in Inghilterra per partecipare al funerale e sta per pronunciare il suo elogio funebre quando Miss Fisher arriva sul suo biplano.
Shirin discute con Miss Fisher su come è arrivata a Gerusalemme. Da bambina, una tempesta di sabbia aveva spazzato via il suo villaggio e lei era l'unica sopravvissuta ad essere stata salvata da un misterioso sconosciuto. Questo sconosciuto le ha inviato una lettera chiedendole di incontrarsi alla chiesa di Ognissanti a mezzanotte. La signorina Fisher nota che la lettera era già stata aperta, quindi si offre volontaria per partecipare all'incontro per conto di Shirin poiché potrebbe essere pericoloso. Sulla strada per l'incontro, chiede a Robinson di accompagnarla all'incontro. In chiesa, si avvicina a un uomo britannico di nome Wilson. Quest'ultimo viene colpito da un aggressore sconosciuto. Prima di morire, consegna a Miss Fisher un amuleto di smeraldo che le chiede di dare a Shirin. Miss Fisher e Robinson vengono arrestati sulla scena dell'omicidio. Scagionati, il comandante della polizia rivela che Wilson era un criminale e aveva disertato l'esercito britannico con il capitano Harry Templeton, già giustiziato per diserzione.
Miss Fisher e Robinson visitano l'esperto di antichità, il professor Linneo, il quale spiega che l'amuleto è inciso con l'iscrizione "Crypt of Tears", collegata ad Alessandro Magno, e crede sia maledetto. Mentre è lì, l'aggressore sconosciuto tenta di rubare l'amuleto a Robinson che riesce a respingerlo. La mattina seguente, Miss Fisher si intrufola nella camera da letto dello sceicco a Lofthouse Manor. Scopre che aveva firmato un accordo con Lord Lofthouse e l'uomo d'affari Vincent 'Monty' Montague che coinvolgeva le ferrovie palestinesi britanniche. Più tardi nella notte, viene ucciso dall'aggressore sconosciuto.
Robinson visita la vedova del capitano Templeton che gli dà un astrolabio di proprietà di suo marito. La signorina Fisher trova un grande smeraldo in un vaso nella stanza dello sceicco. Verificato dal professor Linneo, viene collegato all'amuleto. Robinson, Miss Fisher, Jonathon Lofthouse (il fratello minore di Lord Lofthouse) e Shirin viaggiano tutti nel Negev e trovano una tomba nel deserto usando l'astrolabio. Un cadavere viene trovato nella tomba. La donna era stata uccisa con un pugnale che portava le insegne di Jonathon, che aveva accompagnato il capitano Templeton e Wilson al villaggio di Shirin dieci anni fa alla ricerca dei gioielli. La madre di Shirin gli aveva mostrato la tomba dove erano i gioielli. Nel frattempo, il capitano Templeton, in preda alla follia, inizia a uccidere gli abitanti del villaggio. La madre di Shirin, sentiti gli spari, inizia una lotta con Jonathon, ma viene uccisa accidentalmente. Il lord ha intenzione di restituire i gioielli poiché crede di essere maledetto. Miss Fisher scopre quindi che l'aggressore sconosciuto è qualcuno che cerca di proteggere Jonathon, che lei identifica come il suo vero padre, il maggiordomo della Lofthouse, Crippins. Quest'ultimo emerge dall'ombra della tomba e tenta di rubare i gioielli, ma viene fermato da Jonathon che lo tiene in ostaggio mentre gli altri scappano dalle pareti della tomba che crollano. Jonathon uccide il padre e poi anche se stesso. Gli altri si salvano.

## Accoglienza

### Critica
Miss Fisher e la cripta delle lacrime ha avuto recensioni contrastanti in Australia, invece ha avuto recensioni positive da parte della critica statunitense. Su Rotten Tomatoes, il film ha un indice di gradimento del 65% basato su 20 recensioni.

### Incassi
In Australia, Nel weekend di apertura, il film ha incassato 1,24 milioni di dollari australiani, incluse le anteprime a pagamento. Ha aggiunto 639.000 dollari australiani nel secondo fine settimana per un totale cumulativo di 2,3 milioni.

### Riconoscimenti
Negli AWGIE Awards, sponsorizzati dall'Australian Writers' Guild, hanno nominato Deb Cox, la sceneggiatrice di Miss Fisher e la cripta delle lacrime, come miglior adattamento cinematografico.